# Phú Thạnh, Tuy Hòa
Phú Thạnh là một phường cũ thuộc thành phố Tuy Hòa, tỉnh Phú Yên, Việt Nam.

## Địa lý
Phường Phú Thạnh nằm ở phía nam thành phố Tuy Hòa, có vị trí địa lý:
- Phía đông giáp Biển Đông
- Phía tây giáp phường Phú Lâm
- Phía nam giáp thị xã Đông Hòa
- Phía bắc giáp phường Phú Đông.

Phường có diện tích 9,49 km², dân số năm 2007 là 9.858 người, mật độ dân số đạt 1.039 người/km².
Trên địa bàn phường có sân bay Tuy Hòa trước kia gọi là sân bay Đông tác

## Lịch sử
Địa bàn phường Phú Thạnh trước đây là một phần thị trấn Phú Lâm thuộc huyện Tuy Hòa cũ (nay là thị xã Đông Hòa và huyện Tây Hòa).
Ngày 5 tháng 1 năm 2005, Chính phủ ban hành Nghị định 03/2005/NĐ-CP. Theo đó, chuyển thị trấn Phú Lâm về thành phố Tuy Hòa mới thành lập và chuyển thành phường Phú Lâm.
Ngày 3 tháng 12 năm 2007, Chính phủ ban hành Nghị định 175/2007/NĐ-CP. Theo đó, chia phường Phú Lâm thành 3 phường Phú Lâm, Phú Đông và Phú Thạnh.
Sau khi thành lập, phường có 949,29 ha diện tích tự nhiên và 9.858 người.
Bao gồm 5 kp : 1,2,3,4,5